# Трунтаишево
Трунтаишево (баш. Торонтайыш) — село в Альшеевском районе Республики Башкортостан, административный центр Трунтаишевского сельсовета. Согласно переписи 2020 года население составляло 832 человека.

## География
Село расположено на реке Трунтаиш (притоке реки Курсак).

### Географическое положение
Расстояние до:
- районного центра (Раевский): 25 км,
- ближайшей железнодорожной станции (Раевка): 25 км.

## Топоним
Название села происходит от названия речки Торонтайыш. По мнению исследователей, гидроним «Торонтайыш» восходит к древнетюркскому слову «турумтай» — «пустельга» и форманту «-ыш», указывающему на подобие или принадлежность. Таким образом, название можно интерпретировать как «место, подобное пустельге» или «пустельгиное [место]». Со временем название трансформировалось в более простое для произношения «Трунтаиш». Село также было известно под названиями Мосеево, Мясей, Туранташ, отражая, вероятно, имена основателей или местных жителей и фонетические изменения.

## История
Село Трунтаишево было основано в 1760 году ясачными татарами, выходцами из Билярской волости Казанской дороги, на вотчинных землях башкир Яик-Суби-Минской волости Ногайской дороги по договору о припуске. Переселенцы были припущены 30 башкирами во главе с сотником Идрисом Муашевым и старшиной Якшембетом Бикташевым. Первоначально поселение называлось по имени одного из первопоселенцев — Мясей (Мосеево). Впоследствии ясачные татары перешли в сословие тептярей. Позднее, на тех же условиях припуска, в селе поселились башкиры-припущенники.
Среди первых поселенцев, упомянутых в архивных документах, были старшина Максют Мурзекеев, Масей Мурзин, Шарипкул Илкин, Мухмет и Ермухамет Юзеевы, Ибрай Ишкинин, Ибрай Тохторов, Рыкай Биганов, Мясей Юсупов и другие. Эти имена отражают этническое разнообразие первых жителей села.
Жители села занимались традиционным земледелием и пчеловодством. К концу XIX века Трунтаишево стало крупным населенным пунктом. По данным переписи 1897 года, в деревне Трунтаишева (Мосеева) Белебеевского уезда Уфимской губернии проживало 2728 человек, почти все из которых были мусульманами.
В советское время, в 1939 году, были учтены два населенных пункта: село Трунтаишево (1675 жителей) и Трунташ (788 жителей), что свидетельствует о росте и расширении поселения.
По рассказам старожилов, первое поселение на месте села основал башкир-кочевник по имени Аклай, к которому нанялся работником чувашин Масей. Однако архивные данные указывают на татарское основание села. Предания могут отражать более ранние этапы освоения территории или смешение различных этнических групп в регионе.
В селе активно ведется изучение истории. Местный житель Ильдар Рустямович Максютов провел исследование истории села и составил родословную своей семьи, восходящую к одному из основателей — Максюту Мурзекееву. Это свидетельствует о сохранении исторической памяти и интересе к краеведению среди жителей Трунтаишево.

## Население
| 2002 | 2009  | 2010  |
| ---- | ----- | ----- |
| 1305 | ↘1234 | ↘1034 |

Историческая численность населения:
| Год       | 1795 | 1865 | 1897 | 1906 | 1920 | 1939 | 1959 | 1989 |
| --------- | ---- | ---- | ---- | ---- | ---- | ---- | ---- | ---- |
| Население | 465  | 1721 | 2728 | 3210 | 3674 | 2463 | 2013 | 1367 |

По данным переписи 2002 года, национальный состав населения был следующим:
- Татары: 91 %
- Русские

## Инфраструктура
В селе функционируют средняя общеобразовательная школа, детский сад, фельдшерско-акушерский пункт, дом культуры, библиотека и мечеть.
В начале XX века, в 1906 году, в Трунтаишево было зафиксировано наличие 4 мечетей и водяной мельницы.

## Религия
В селе действует мечеть.
Ранее, в 1906 году, в селе функционировало 4 мечети.